# Dick Leffler
Dick Leffler (eigentlich Richard Henry Leffler; * 27. März 1932; † 15. Oktober 1998) war ein australischer Hammerwerfer.
Bei den British Empire and Commonwealth Games gewann er 1962 in Perth Silber und wurde 1966 in Kingston Vierter.
Zwölfmal wurde er Australischer Meister (1959–1967, 1969, 1970, 1973). Seine persönliche Bestweite von 63,68 m stellte er am 30. Mai 1964 in Melbourne auf.